# Den Gyldene Freden (Taube)
Den Gyldene Freden med underrubriken Ballader och visor diktade och tonsatta av Evert Taube är en vissamling av Evert Taube publicerad på Wahlström & Widstrands förlag 1924.
Den Gyldene Freden är Taubes nionde bok, den tredje vissamlingen, som han får publicerad. Den föregående boken, På kryss med Ellinor (1923), som var ett försök att blanda prosa, dikt och visor hade inte slagit så väl ut. Kritiken var blandad och boken sålde dåligt. På sommaren 1924 tillbringade Taube några segelveckor i Sandhamn med konstnären Rikard Lindström, då han framför allt ägnade sig åt att skriva.
I december 1924 kom Den Gyldene Freden (I senare utgåvor ändrades titeln till ”Den Gyldene Fredens ballader”) ut. Boken var en stor satsning och Taube hade bytt förlag från Bonniers till Wahlström & Widstrand. Boken trycktes i 3 000 exemplar. Taubes tillägnan i boken är konstfullt utformad som en medeltida pokal med överskriften ”Pax aurea” ('gyllene fred'). Balladerna tillägnas "Riddare kring Gyldene Fredens Runda Bord Under Den Lysande Trumman".
I Den Gyldene Freden och i den efterföljande boken Bröllopsballader och rosenrim målar Taube upp scener med personaget i miljön kring krogen Den Gyldene Freden.
Av sångerna i boken är några hämtade från På kryss med Ellinor men har fått nya titlar. Utfärd på Stockholms ström har blivit Sång på Stockholms ström, Det dagas på Baggensfjärden har blivit Morgonsång på Baggensfjärden, Ellinor mellan hav och land har blivit Skärgårdsfrun och En avskedsskål hos skeppshandlaren har blivit Avskedsballad hos skeppshandlaren.

Publiceringen av Den Gyldene Freden sammanföll i tiden med att Evert Taube och Astri Bergman planerade sitt bröllop. Taube och hans tillkommande hade haft vissa svårigheter att övertyga Astris föräldrar om att han hade möjlighet att försörja en familj – hans rykte som bohem var tämligen grundmurat. Erkännandet började dock spira, som till exempel i denna recension av Den Gyldene Freden i Stockholms Dagblad i december 1924: 
”Evert Taube är en vildfågel i litteraturen, en senfödd trubadur, en svårbestämd vagant. Han saknar den konstnärliga balansen, men han har den naiva livslust och fullblodighet som skapar folkpoeter.”

## Innehåll
1. Midsommarballaden
2. Min älskade hon gick sig i min lustgård
3. Den instängde poeten eller Olympen i underjorden
4. Avskedsballad hos skeppshandlaren
5. Sång på Stockholms ström
6. Morgonsång på Baggensfjärden
7. Skärgårdsfrun
8. Sandhamnsballaden
9. Min farfar var en jaktlöjtnant
10. Balladen till Astri
11. Som stjärnor små
12. Jonas bland glädjens blomster
13. Ack, annorlunda var det i Paris….
14. Böljebäsarnas Dryckessång
15. Serenaden i Prästgatan, kvarteret Venus
16. Den Gyllene Fågeln eller Bröllopsresan till Barcelona
17. Sjuttonde Balladen
18. Riddarna kring Runda Bordet